# Live in Finland
Live in Finland je třetí koncertní album finské power metalové kapely Sonata Arctica vydané 11. listopadu 2011. Digipak edice obsahuje 2 DVD a 2 CD s vystoupení v Oulu a na Sonata Arctica Open Air II.

## Seznam skladeb

### CD 1 – Live in Finland
1. Intro (Everything Fades to Gray)
2. Flag in the Ground
3. Last Amazing Grays
4. Juliet
5. Replica
6. Blank File
7. As If the World Wasn't Ending
8. Paid in Full
9. Instrumental Exhibition
10. The Misery
11. In Black & White
12. Letter to Dana
13. Caleb
14. Don't Say a Word
15. Outro

### CD 2 – Sonata Arctica Open Air II
1. Paid in Full
2. 8th Commandment
3. Replica
4. Tallulah
5. Caleb
6. White Pearl, Black Oceans
7. Draw Me
8. Fullmoon

### DVD 1 – Live in Finland
1. Intro (Everything Fades to Gray)
2. Flag in the Ground
3. Last Amazing Grays
4. Juliet
5. Replica
6. Blank File
7. As If the World Wasn't Ending
8. Paid in Full
9. Victoria's Secret
10. Instrumental Exhibition
11. The Misery
12. Fullmoon
13. In Black & White
14. Mary-Lou
15. Shy
16. Letter to Dana
17. Caleb
18. Don't Say a Word
19. Outro (Vodka/Everything Fades to Gray)

### DVD 2 – Sonata Arctica Open Air II
1. White Pearl, Black Oceans
2. Draw Me
3. In Black & White
4. Don't Say a Word

### Bonus
- Making-of "Live in Finland"
- Making-of "Flag in the Ground"
- Latin-American – dokument z turné
- Made in Finland - dokument z turné

Videoklipy
1. Don't Say a Word
2. Paid in Full
3. Flag in the Ground

Akustický koncert v Alcatrazu, Milán
1. Mary Lou
2. Shy
3. Letter To Dana

- The Flag in the Ground – soutěž coververzí
- Foto galerie

## Obsazení
- Tony Kakko – zpěv, klávesy
- Elias Viljanen – kytara
- Marko Paasikoski – baskytara
- Henrik Klingenberg – klávesy
- Tommy Portimo – bicí